# Diário da Bahia
O Diário da Bahia foi um jornal publicado em Salvador, durante a segunda metade do século XIX e começo do XX, fundado por Demétrio Ciríaco Tourinho e Manuel Jesuíno Ferreira.

## Histórico
Começou a circular a 1 de janeiro de 1856, período em que seguia a linha ideológica do Partido Liberal, e que durou até 1868, quando passou a ter como principal influência o também liberal Conselheiro Dantas, até 1880. O período de 1868 a 1880 correspondeu à sua fase áurea da qual fizeram parte do seu corpo de redação os mais destacados membros da elite intelectual da época: Leão Veloso (pai), Rui Barbosa, Rodolfo Dantas, Sátiro Dias, Belarmino Barreto, Manuel Vitorino Pereira, Augusto Guimarães e Xavier Marques, entre outros. Deste ano até sua interrupção, em 1899, foi dirigido por Augusto Álvares Guimarães. Sua editora situava-se à antiga Rua dos Capitães, na tipografia de Epifânio Pedrosa.
O Diário ficou fechado durante dois anos, quando foi adquirido por Severino Vieira, e voltando a circular em 1901. A determinação política de Vieira durou até seu falecimento, em 1917, quando o periódico passou a ser gerido por uma sociedade anônima, até seu fechamento definitivo. Nesta última fase contou com a participação do político Pedro Lago e por um breve período sob a propriedade de Geraldo Rocha.

## Políticos ligados ao jornal
Dentre os nomes que se filiaram à corrente liberal e que se manifestavam nas páginas do Diário contam-se Rui Barbosa, Manuel Vitorino, Augusto Álvares Guimarães, Luiz Vianna e outros. Neste período travava acirrada disputa com o Gazeta da Bahia.
Com a Proclamação da República, o jornal manifestou-se: "Liberais sempre liberais: liberais na monarquia, liberais na República..." O periódico seguiu sob a orientação, ditada por seu proprietário, Augusto Guimarães, ligados ao Partido Republicano Federalista, aos quais se vinculavam, entre outros, Luiz Vianna, José Gonçalves da Silva, Araújo Pinho, etc.
Para além dos políticos, outros importantes nomes da cultura baiana também colaboravam com o jornal, a exemplo de Teles de Menezes (nos primórdios) ou Aluísio Lopes de Carvalho Filho (no século XX).